# Free as a Bird (album)
Free as a Bird è il nono album discografico in studio del gruppo musicale rock inglese dei Supertramp, pubblicato nel 1987.
Il disco è uno dei più pop del gruppo e meno apprezzati dalla critica. È inoltre l'ultimo album che vede la partecipazione del bassista Dougie Thomson.

## Tracce
I brani sono scritti da Rick Davies, eccetto dove indicato.
1. It's Alright – 5:01
2. Not the Moment – 4:37
3. It Doesn't Matter – 4:53
4. Where I Stand – 3:42 (Rick Davies, Mark Hart)
5. Free as a Bird – 4:25
6. I'm Beggin' You – 5:30
7. You Never Can Tell With Friends – 4:19
8. Thing for You – 4:00
9. An Awful Thing to Waste – 7:50

## Formazione
- Rick Davies - tastiere, timbales, voce
- John Helliwell - sassofono, ottoni
- Bob Siebenberg - batteria
- Dougie Thomson - basso elettrico

### Musicisti aggiuntivi
- Mark Hart - chitarra, tastiere, voce, cori
- Marty Walsh - chitarra, cori
- Lee Thornburg - tromba, ottoni
- Nick Lane - ottoni
- Scott Page - ottoni
- Lon Price - ottoni
- David Woodford - ottoni
- Steve Reid - percussioni
- Linda Foot - cori
- Lise Miller - cori
- Evan Rogers - cori
- Karyn White - cori

### Produzione
- Rick Davies: produzione
- Tom Lord-Alge: produzione, missaggio
- Supertramp: produzione
- Norman Hall: tecnico del suono
- Bob Loftus: assistente tecnico
- Jeff Lorenzen: assistente tecnico
- Bob Ludwig: mastering del vinile originale
- Greg Calbi: rimasterizzazione
- Jay Messina: rimasterizzazione
- Richard Frankel: direzione artistica, grafica
- Raul Vega: fotografia